# Gynocraterium guianense
Gynocraterium es un género monotípico de plantas con flores perteneciente a la familia Acanthaceae. El género tiene una especie de hierbas: Gynocraterium guianense Bremek. que es natural de los trópicos de Sudamérica.

## Taxonomía
Fue descrita por el botánico y pteridólogo neerlandés; Cornelis Eliza Bertus Bremekamp y publicado en Bulletin of Miscellaneous Information Kew 1939: 557, en el año 1939.